# チョー (俳優)
チョー（1957年〈昭和32年〉12月15日 - ）は、日本の俳優、声優、ナレーター、作詞家、作曲家。埼玉県鴻巣市出身。俳協所属。本名・旧芸名は長島 茂（ながしま しげる）。同じく旧芸名は長島 雄一（ながしま ゆういち）。
代表作は、顔出し出演は『たんけんぼくのまち』（チョーさん）、声優としては『いないいないばあっ!』（ワンワン ※スーツアクターも兼任）、『ONE PIECE』（ブルック）、『ロード・オブ・ザ・リング』（ゴラム）。

## 経歴
鴻巣市立田間宮小学校、鴻巣市立鴻巣中学校、埼玉県立鴻巣高等学校、二松學舍大学文学部国文学科卒業。
劇団青年座の研究所が夜間部の受講者を募集しているというチラシを見て当時、同劇団に所属していた西田敏行が活躍していたこともあり、興味を持って入所。大学卒業までの間、軽い気持ちで通っていたところ、演劇に目覚めたという。同時期、東京の成城学園前に住む友人の所に遊びに行った時、途中の道で見た三船敏郎、加山雄三といった大スターの自宅が豪邸であり、驚いたことと同時に、「こんな大きな夢を持って働きたい」とも感じ、大学卒業間際になって本格的に演技の道に進んだ。
その後、文学座演劇研究所、青年座研究所実習科などを経て、三宅裕司主催の劇団スーパー・エキセントリック・シアター、渡辺えり子座長の劇団3○○などが注目されていたころであり、「僕たちも見習って気合いを入れよう」と仲間たちと劇団座座座、演劇企画シンデレラストアを創立して、脚本を書いたり、構成をしたり、演じていた。初井言榮が付き人を探していたことから、付き人をしながら勉強していた。初仕事は初井からの紹介で、大正末期を舞台にしたテレビドラマの遊郭の客役だった。「社会科教育番組のオーディションがあるから受けてみない？」という話を貰って26歳の時、NHK教育テレビの『たんけんぼくのまち』のチョーさん役で実質的なテレビデビューを果たす。その時に付き人を辞めさせてもらったという。
『たんけんぼくのまち』に出演後もそれだけでは食べていけず、その後は志望していた俳優の道を歩もうと思っていたという。しかしオーディションすらないなど俳優の仕事は少なく、他の番組ディレクターなど役者を使う立場の人物は力量が無かったという。その時に、「仕事を選ぼうとすることは、おこがましいことだ」 と身に染み、周囲に求めてくれる仕事がある間は、全力で取り組もうとしみじみ感じていたという。
劇団の公演を見に来ていた声優事務所のマネージャーに「もっと仕事がほしいんですけど」と相談していたところ、「じゃあ、うちの事務所に入らないか？」と言われて、1986年よりぷろだくしょんバオバブに所属。『たんけんぼくのまち』のロケにも時間が取られ、劇団の稽古もしていたらほかの仕事をする時間がとれなくなることもあり、事務所に所属と同時に劇団を解散した。
声優の仕事を始めるきっかけは、当初は食べるためである。『たんけんぼくのまち』が終わった34歳の頃、アルバイトと貯金を切り崩して生活しており、「このままだと食べていけない」と思ったため、偶々芝居を見に来てくれた声優事務所のマネージャーに声をかけられてラジオのCMに出演。当時はバブル経済時代で30秒、1分のCMを演じていただけで今までアルバイトした数倍のギャランティを稼ぎ、「これはいいな」と思ったという。事務所に所属して本格的にやろうと思ったのは30歳過ぎてからであり、番組が終了した1992年以降、声の仕事が増え始めた。
声優デビュー当時は前述の通り、芝居を見に来ていた人物からラジオCM出演依頼を貰ったりしたことがあり、そのラジオCMのナレーションがクライアントに気に入られて、継続して何度も仕事を貰っていたため、「声優の仕事を増やせばもっとお金を稼げるだろう」と思っていた。しかしアフレコの時に絵と台本を同時に見ることができず、当時は経験が浅く端役が多かったということもあり、演じるキャラクターがいつ出てきたのかも分からず、アニメ、洋画の吹き替えの恐怖症になっていた。結局、アフレコに慣れるまで5年くらいかかったという。
2006年8月23日付けで、芸名を長島雄一からチョーに改めた。改名前から出演している番組やドラマCDのキャスト紹介では括弧書きで「チョー（長島雄一）」と併記されることがある。
2007年、東京俳優生活協同組合に移籍する。
2009年、みうらじゅん賞を受賞。
『ロード・オブ・ザ・リング』でゴラムの日本語吹き替えを務めた際に、ゴラム役を演じたアンディ・サーキスが来日した際に本人と共演を果たした。以後サーキスが演じるキャラクターの吹き替えを多く担当している。
また、顔出しでメディアに出演する際は、『たんけんぼくのまち』で扮したキャラクターと同じような丸縁の眼鏡を掛けて出演する機会が多くなってきている。
2018年、第12回声優アワードにて富山敬賞を受賞。

## 声優以外の活動

### たんけんぼくのまち
現芸名の「チョー」は、かつてNHK教育テレビの『たんけんぼくのまち』で「チョーさん」として出演していたことに由来するもので、番組放送中は愛称としても使われた。この番組を始めた当初は、本名の「長島茂」名義で出演していた。
年齢でいうと26歳くらいで、その後は約8年間番組は続いていたが、その間の仕事はほとんどこれだけだったという。当時は撮影自体は楽しかったが、15分番組1話分の撮影に1週間くらい時間を費やすため、ほかのレギュラーの仕事は入れず、事務所にも所属していないことからマネージメントも受けられなかったという。
番組が始まって3～4年経った時に、「やめたい」、「このままではダメなんじゃないか」と思い始めたという。元々は俳優志望だったため、同じ番組を長く続け、特定のイメージがついてしまうのが心配だったという。ただし、引き留められて、結局、番組が終了するまで続けていたという。「子ども番組以外でも挑戦してみたい……」と思い、「辞めさせてください」と言って、8年で辞めたという。その後、結局ドラマ、映画は皆無で、その時に「自分から辞めちゃいけないんだな」と実感していたという。
番組終了後の一時期には「チョーさん死亡説」が流れたこともある
。この「チョーさん死亡説」は、後に出演した『超生命体トランスフォーマー ビーストウォーズリターンズ』で、これを基にしたアドリブを入れたほか、前に所属していた事務所のボイスサンプルで「チョーさんまだ生きてるよ」とコメントしたり、『たんけんぼくのまち 2009』のチョーさんが登場するシーンで「生きてるよ」と口にするなど、自らギャグにすることもある。
『ETV50 もう一度見たい教育テレビこどもスペシャル たんけんぼくのまち 2009』（2009年5月5日）では胸に「ごらんの有様だよ」と書かれたTシャツを着用し、『とくせんETV』「たんけんぼくのまち」（2009年10月2日）では胸に「過去の人」と書かれたTシャツを着用して出演した。
2009年12月31日放送『ETV50もう一度見たい教育テレビ フィナーレ もう一度見たい教育テレビ』リクエストのベスト50で、1位を獲得した。さらに、その後の放送では第6シリーズの舞台となった神奈川県三浦市を18年ぶりに探検した。
NHK放送番組以外では料理バラエティ『みうらじゅんのマイブームクッキング』第2期4回目に出演。当時の姿で『チョーさん号』に乗って登場し、盛大にこけるというシーンもあった。また、この回で『たんけんぼくのまち』での年齢設定が19歳であることやDVDのオーディオコメンタリーにみうらがゲスト出演していることも明かされた。

### いないいないばあっ!
NHK教育テレビの番組『いないいないばあっ!』では、「ワンワン」役で、声のみならず、本人が着ぐるみの中に入って出演している。また、「かぜさん ふわり」、「おおきくなぁれ」、「ワンワンのこもりうた」、「だっこしてギュッ！」、「パクパクおんど」、「パクパクフラダンス」、「スーパーワンのうた」で作詞・作曲に携わった。改名後も当初は「長島雄一」名義での出演を続け、自ら作詞作曲した曲が番組内で流れた場合のみ「作詞・作曲 チョー」と表記されていた。2006年11月後半に放送された番組よりすべての表記が「チョー」名義に変更されている。
声優の仕事もしていた時、「今度、赤ちゃん向けの番組を試験的に制作するから、出演してみる？」と声をかけられ、出演したという。
着ぐるみの操演はアルバイトで戦隊ものの怪人をしたくらいしか経験がなかったが、表現には変わりがないため、抵抗はなかったという。
かつて所属した事務所のプロフィールで添えられたボイスサンプルでは、着ぐるみの暑さと息苦しさが語られていた。
『女性自身』でのインタビューでは、放送開始から25年が過ぎ、放送当初に番組を見ていた赤ちゃんが親となり3世代で見てくれる人が現れ始めることを期待しつつ、今後もワンワンを続けていきたいと語っている。

## 人物・趣味・特技・資格など
声種はハイバリトン。
大学時代は落語研究会に所属。国語科教員免許と書道科教員免許を持っている。当初は国語科の教員志望で、大学に入学。しかし当時は人見知りで積極的に人前に出るタイプではなく、テレビに出演するようになるとは想像もしていなかったという。あまり人とのコミュニケーションが得意ではなく、話をするのもどちらかといえば苦手で「教員になりたいなら人前でしゃべれなくちゃいけないだろう」と思い、大学進学と同時に誘われて落語研究会に所属して初めて「何かを表現するのは楽しいな」と思うようになった。
大学4年生の夏、地元の埼玉県で教員の採用試験を受けていたが、落ちた。採用試験は年1度しかないため、翌年、夏に再受験しようと思ったが、、次の試験まで1年間あり、「時間ができたから何かしよう」と考えていたという。その時、前述の劇団青年座の研究所が夜間部の受講者を募集しているチラシを見たという。
大学卒業後は大学の講師の紹介で、私立高校に臨時教員として就職することが決まっていた。しかし演技の道を捨てきれないという気持ちがあり、文学座の付属演劇研究所を受けて、受かったら就職を断念しようと思ったという。当時は松田優作、中村雅俊、田中裕子といった文学座出身の俳優が一気にスターになっていたというミーハーな理由だったという。夜間講座とは異なり、数千人がオーディションに殺到し、合格するのは数十人でダメだったら演劇は断念するつもりだったという。受けたところ合格したため、就職先を紹介してくれた教師のところに「やっぱり就職はやめます」と謝りに行ったという。親にも「どうしようもない」とあきれられたという。
趣味はバドミントン、ジョギング。また、「ワンワン」の着ぐるみは20kgほどあり、それを着て側転などをしてみせるために、毎朝10kmのランニングを欠かしていない。特技はポパイと竹中直人の物まね、口ラッパ。物まねを行う際は擬音が多い。竹中直人の物まねについては、自身のブログで、ある日、ファンから問われた際に「なにを言ってるんだこの人」と理解できずに戸惑ってしまうほどに、自身の特技のひとつであることを失念していた。ダンスはラッキィ池田の6番弟子。
ポパイのオリジナル声優である浦野光と声質が似ており、休業していた浦野の代役として追加収録を引き受けたりポパイをパチンコなどで代演したこともある。
既婚者であり、ラジオなどで度々妻（チョー子と呼んでいる）について語っている（ひだまりラジオ×365 第1回、ひだまりラジオ×☆☆☆ 第8回）。
斎藤志郎とは文学座演劇研究所の同期。
大の巨人ファンであり、特に長嶋茂雄の大ファン。旧芸名の長島雄一は、本名の長島茂に「雄」を付けると（「島・嶋」の字が違うが）長嶋茂雄、「一」を付けると長嶋一茂になることが由来である。
2012年10月1日、自身の生まれ育った埼玉県鴻巣市のこうのす観光大使に就任。

## 出演
太字はメインキャラクター。

### テレビアニメ
1989年
- ジャングルブック・少年モーグリ（1989年 - 1990年、オオカミC、若い狼B、コウモリ、オオカミA、オオカミB、男A、ハイエナ、人間の男）
- ミスター味っ子（担任教師、店員A）

1990年
- NG騎士ラムネ&40（アチョー、村人、トタン・カーメン、猿人）
- キャッ党忍伝てやんでえ（ヒマワリ2号、ササニシキ四号、ピッド9号、ミサイル屋長兵衛、野牛10号、イシカリ2号）
- それいけ!アンパンマン（1990年 - 2007年、リンゴの木、しいたけじいさん、さかさまんA〈3代目〉）
- たいむとらぶるトンデケマン!（パトロールB、パイロット、銅像）

1991年
- 横山光輝 三国志
- RPG伝説ヘポイ（風神）

1992年
- 宇宙の騎士テッカマンブレード（サクアーリ参謀、ゲリラ兵）
- コボちゃん（同僚、泥棒）
- 花の魔法使いマリーベル（ノッポ）
- みかん絵日記（桃治郎）
- あしたへフリーキック（ムエチャ）

1993年
- 熱血最強ゴウザウラー（レポーター）
- 勇者特急マイトガイン（上忍、サリーの父）
- 笑ゥせぇるすまん（細井茂）

1994年
- きょうふのキョーちゃん（AD、大島渚、北島三郎）
- 覇王大系リューナイト（1994年 - 1995年、サルトビの父、船員A、ローバー、師匠）
- モンタナ・ジョーンズ（スラム）
- 勇者警察ジェイデッカー（フォルカー博士）
- ルパン三世 燃えよ斬鉄剣

1995年
- 行け!稲中卓球部（柴崎、星野、北里、前野の妄想の牛前野、加山、井蓋じいさん、塩村、岡田 他）
- 黄金勇者ゴルドラン（兄貴、名探偵）
- クレヨンしんちゃん（1995年 - 、源さん、野原銀の介〈2代目〉、モロコーシ 他）
- しましまとらのしまじろう（灯台守、ライオンのおじいさん、トランプの王様）
- 獣戦士ガルキーバ（エドワード高崎、ダー・ラク）
- スレイヤーズ（ラハニム）
- バーチャファイター（男、研究員B、監督、ドワイル・ウッドマン）
- 魔法騎士レイアース（乗組員A）
- 魔法陣グルグル（兵士、商人、ワンチン）
- ママはぽよぽよザウルスがお好き（保与田源大）

1996年
- いじわるばあさん
- 家なき子レミ（ラモン）
- 快傑ゾロ（兵士、神父 他）
- スレイヤーズNEXT（カルアス）
- セイバーマリオネットJ（1996年 - 1998年、白髪源内） - 2シリーズ
- ちびまる子ちゃん（1996年 - 、藤木の父）
- ドラえもん（テレビ朝日版第1期）（1996年 - 2002年、老人A、おじいさん）
- 忍たま乱太郎（1996年 - 、田井大介、猿太、赤ヒゲ、マイタケ城城主〈佃弐左衛門〉〈2代目〉、多田堂禅〈3代目〉 他）
- バケツでごはん（お父ちゃん、グッテンバーグ、山田さん）
- B'T-X（B'Tグルピー）
- 名探偵コナン（1996年 - 2012年、警官、長谷川実、警部、堺正章校長）
- YAT安心!宇宙旅行（ハチベー、男、一之介、ジュリアン）
- 勇者指令ダグオン（ヒュドロン星人）

1997年
- アニメがんばれゴエモン（監督）
- EAT-MAN（ボイド）
- エルフを狩るモノたちII（狼）
- グランダー武蔵RV（ヨルムガント）
- 忍ペンまん丸（じいやさん）
- 白鯨伝説
- 勇者王ガオガイガー（教頭先生）
- ルパン三世 ワルサーP38
- 烈火の炎（火車丸）

1998年
- Weiß kreuz（近藤博）
- 浦安鉄筋家族（王様）
- 快傑蒸気探偵団 TV ANIMATION SERIES（川久保）
- 金田一少年の事件簿（1998年 - 2000年、伊丹吾郎、金田一丙助、斑目紫紋、所轄の刑事）
- スーパーミルクちゃん（大統領）
- セクシーコマンドー外伝 すごいよ!!マサルさん（キャシャリン）
- 超魔神英雄伝ワタル（パッパラチッチ、イッパツヤーン）
- Bビーダマン爆外伝（1998年 - 1999年、オレンジボン老師、カゼ丸、ジイボン、ふきかえ、かんぬしボン、ゲストラー） - 2シリーズ
- LEGEND OF BASARA（猩々の一族・四男）

1999年
- エクセル・サーガ（老人）
- ゴクドーくん漫遊記（ギョーザ大王、ももちゃん）
- GTO（内山田ひろし）
- 十兵衛ちゃん -ラブリー眼帯の秘密-（大隈甚左）
- 天使になるもんっ!（エイリアンC）
- ひみつのアッコちゃん（袋小路トメ吉Z）
- ぶぶチャチャ（1999年 - 2001年、チャチャ） - 2シリーズ
- 魔術士オーフェン Revenge（大ヒナドリ）

2000年
- 犬夜叉（2000年 - 2010年、邪見） - 2シリーズ
- 今、そこにいる僕（医者）
- OH!スーパーミルクチャン（大統領）
- 風まかせ月影蘭（写楽斎）
- GEAR戦士電童（泥棒）
- キョロちゃん（マッコイ）
- 幻想魔伝 最遊記（偽悟空）
- サクラ大戦TV
- 週刊ストーリーランド（村人2）
- ゾイド -ZOIDS-（グスタフの運転手）
- ドキドキ♡伝説 魔法陣グルグル（ワンチン、デリダ）
- ニャニがニャンだー ニャンダーかめん（ウルトラ丸 / ミイラ丸）
- はじめの一歩（三上トレーナー）
- 無敵王トライゼノン（神威権太郎）
- 闇の末裔（榊）

2001年
- アークエ・ファミリー（大魔王）
- ギャラクシーエンジェル（2001年 - 2002年、大統領、医師） - 2シリーズ
- サイボーグ009 THE CYBORG SOLDIER（007 / グレート・ブリテン）
- The Soul Taker 〜魂狩〜（擬似音声〈エイリアン〉）
- スクライド（桐生忠範）
- ゾイド新世紀スラッシュゼロ（ラオン博士）
- Z.O.E Dolores, i（バーン・ドルフォーム本部長）
- チャンス〜トライアングルセッション〜（彦左）
- パラッパラッパー（イーレイ）
- RAVE（ガレイン・ムジカ）

2002年
- 藍より青し（不動産屋）
- あたしンち（司会者、科学者、店員1）
- 真・女神転生Dチルドレン ライト&ダーク（レッドキャップ）
- デジモンフロンティア（ナノモン）
- 爆闘宣言ダイガンダー（国王）
- ぱにょぱにょデ・ジ・キャラット（執事）
- ポケットモンスター サイドストーリー（ブラウン）
- わがまま☆フェアリー ミルモでポン!（城戸ゴンゾー）
- ONE PIECE（2002年 - 、バルバロッサ、ヘンゾ、ブルック、リューマ、スフィンクス、サボの父〈アウトルック3世〉、ニセフランキー〈トルコ〉、マウジイ） - 1シリーズ + 特別編7作品

2003年
- 明日のナージャ（酔っ払いの客）
- アストロボーイ・鉄腕アトム（ハム・エッグ）
- E'S OTHERWISE（麺屋の親父）
- F-ZERO ファルコン伝説（2003年 - 2004年、スーパーアロー）
- GUNSLINGER GIRL（2003年 - 2008年、マリオ・ボッシ） - 2シリーズ
- コロッケ!（タロ、ハンペン、ナレーション）
- 金色のガッシュベル!!（店長）
- 出撃!マシンロボレスキュー（船長）
- 住めば都のコスモス荘 すっとこ大戦ドッコイダー（モグモッグル）
- デ・ジ・キャラットにょ（ひつ・ジー）
- ふぉうちゅんドッグす（リキュー）
- 冒険遊記プラスターワールド（ポセイホーン、ヴァルダ、バイヤ、ヴァルダグーミ、ゴーカケンラン、リューヒョー 他）
- まほろまてぃっく〜もっと美しいもの〜（おでん屋のオヤジ）
- ミッドナイトホラースクール（ルーア）
- 無限戦記ポトリス（ガラブーロ、ゲスマルト・ダヒル）
- ワンダーベビルくん（良太のパパ、ペコロ）

2004年
- アークエとガッチンポー（2004年 - 2005年、大魔王） - 2シリーズ
- お伽草子（おじさんA、構内放送）
- サムライチャンプルー（辺太）
- スウィート・ヴァレリアン（耳仙人、ハデ男、村長）
- tactics（沼田）
- トランスフォーマー スーパーリンク（アルファQ）
- MEZZO -メゾ-（ハサミの麦ちゃん、技北博士）
- 妄想代理人（魚屋の主人）
- 焼きたて!!ジャぱん（東馬太郎、東馬次郎、東馬三郎、ミカエル・シューカッパ 他）
- 勇午 〜交渉人〜（運転手）

2005年
- あまえないでよっ!!（陽泉）
- 韋駄天翔（ホースケ）
- 苺ましまろ（おじいさん）
- おじゃる丸（2005年 - 2018年、カネダ、古時計）
- おねがいマイメロディ（高嶺隆二）
- ギャラリーフェイク（知念護人）
- ケロロ軍曹（2005年 - 2007年、ダソヌ☆マソ、メカダソヌ☆マソ、メケケ）
- 交響詩篇エウレカセブン（ウォズ）
- 甲虫王者ムシキング 森の民の伝説（パサー）
- スピードグラファー（大久保）
- ぱにぽにだっしゅ!（教授）
- フタコイ オルタナティブ（イカファイヤー）
- ふたりはプリキュア Max Heart（笹野）
- BLEACH（荒巻真木造）
- プレイボール（近藤）
- ポケットモンスター アドバンスジェネレーション（ゴードン）
- まじめにふまじめ かいけつゾロリ（カメカメ亭おやじ）
- MONSTER（絵本マニア）
- 遊☆戯☆王デュエルモンスターズGX（2005年 - 2006年、樺山教授 / カレー仮面、冥界の番人の盾）

2006年
- 桜蘭高校ホスト部（園田美鈴）
- ギャラクシーエンジェる〜ん（ドルテン市長、コバヤシ係長）
- 銀魂（金貸しの社長）
- 地獄少女 二籠（ラーメン屋店主）
- シルクロード少年 ユート（バクバク兄）
- デジモンセイバーズ（湯島浩）
- NARUTO -ナルト-（ハッカク）
- ネギま!?（老人/山田）
- パンプキン・シザーズ（ハンクス大尉）
- 姫様ご用心（新高円寺博士）
- xxxHOLiC（2006年 - 2008年、キース〈鴉天狗〉） - 2シリーズ
- ラブゲッCHU 〜ミラクル声優白書〜（ピエロ師匠、長山雄二）
- LEMON ANGEL PROJECT（風間次夫、ガードマン）
- ワンワンセレプー それゆけ!徹之進（セトさま）

2007年
- ウエルベールの物語 〜Sisters of Wellber〜（2007年 - 2008年、ジラノ・ド・ボルジュラック） - 2シリーズ
- 怪物王女（半漁人の長）
- キャラウッドプロジェクト なぞなぞう（ボックリ・長老）
- CLAYMORE（エルミタ）
- 結界師（妖曲斎）
- 恋する天使アンジェリーク〜かがやきの明日〜（ハタライ）
- 古代王者 恐竜キング Dキッズ・アドベンチャー（アッパー）
- シグルイ（語り）
- すもももももも 地上最強のヨメ（ファノさん）
- 戦争童話集シリーズ ふたつの胡桃（源さん）
- デルトラクエスト（フェルディナンド）
- ドラゴノーツ -ザ・レゾナンス-（キリル・ジャジエフ）
- のだめカンタービレ（2007年 - 2010年、峰龍見） - 2シリーズ
- はぴはぴクローバー（ホッホー先生）
- 祝!(ハピ☆ラキ)ビックリマン（皆伝仙人）
- ひだまりスケッチ（2007年 - 2012年、校長先生）） - 4シリーズ + 特別編4本
- BLUE DRAGON（2007年 - 2009年、ヒポポタマス） - 2シリーズ
- 魔人探偵脳噛ネウロ（満田福男）
- メイプルストーリー（長老、イエティ、老キノコ、魔法族の長）
- ロケットガール（森田寛酋長）

2008年
- Yes!プリキュア5GoGo!（イソーギン）
- カイバ（パッチ）
- キャシャーン Sins（オージ、ボルトン）
- ゲゲゲの鬼太郎（第5作）（たんたん坊）
- D.C.II S.S. 〜ダ・カーポII セカンドシーズン〜（朝倉純一）
- ドラえもん（テレビ朝日版第2期）（元高角三、おじいさん）
- バトルスピリッツ 少年突破バシン（2008年 - 2009年、ピンク、解説さん）
- 秘密 〜The Revelation〜（貝沼清隆）
- ペンギンの問題（2008年 - 2011年、井上マイケル、校長先生、どこかの社長、ナレーション） - 3シリーズ
- 魍魎の匣（寺田兵衛）
- ワールド・デストラクション 〜世界撲滅の六人〜（宿屋の主人）

2009年
- 夏目友人帳 シリーズ（2009年 - 2024年、ちょびひげ） - 6シリーズ
- チェブラーシカ あれれ?（シャパクリャク）
- ねぎぼうずのあさたろう（おくらのねば蔵）
- PandoraHearts（ルーファス＝バルマ〈幻影〉）
- マリー&ガリー（2009年 - 2011年、ガリレオ） - 2シリーズ
- MAJOR 5th season（根本）

2010年
- 荒川アンダー ザ ブリッジ（高井照正） - 2シリーズ
- 極上!!めちゃモテ委員長（桃里鉄治）
- 探偵オペラ ミルキィホームズ（2010年 - 2015年、ネロ・ウルフ、チェリー画伯、CM監督） - 3シリーズ
- テガミバチ REVERSE（盗賊・アウトバーン）
- デジモンクロスウォーズ（ファラオモン）
- 動物かんきょう会議（トラのトラジィ）
- ぬらりひょんの孫（袖モギ様）
- バクマン。（2010年 - 2013年、真城二三男） - 2シリーズ
- HEROMAN（マシュー・デントン）

2011年
- アスタロッテのおもちゃ!（オラフ・フリズマール）
- 逆境無頼カイジ 破戒録篇（大槻）
- 機動戦士ガンダムAGE（ギーラ・ゾイ / ヤーク・ドレ）
- クッキンアイドル アイ!マイ!まいん!（横島）
- GOSICK -ゴシック-（墓守）
- これはゾンビですか?（ウマメガロ）
- ジュエルペット てぃんくる☆（キノコの王様）
- TIGER & BUNNY（マッシーニ）
- 日常（東雲校長）
- 猫神やおよろず（式神頭目）
- バトルスピリッツ ブレイヴ（アルコル）
- 花咲くいろは（助川電六）

2012年
- 宇宙兄弟（南波家の父）
- キルミーベイベー（エトセトラボーイ）
- たまごっち!（ハートかみっち）
- ちいさなおじさん（ちいさなおじさん）
- バトルスピリッツ ソードアイズ（ナガーラ2世）
- レゴ ニンジャゴー 〜スピン術バトルの使い手〜（クランチャ）
- LUPIN the Third -峰不二子という女-（教祖）

2013年
- 宇宙戦艦ヤマト2199（アナライザー、薮助治、ゲルフ・ガンツ）※2012年劇場先行公開
- 最強銀河 究極ゼロ 〜バトルスピリッツ〜（ド演歌のドンゴロス）
- トリコ（ムナゲ）
- トリコ×ONE PIECE×ドラゴンボールZ 超コラボスペシャル!!（ブルック）
- NARUTO -ナルト- 疾風伝（チェン）
- HUNTER×HUNTER（アニメ第2作）（ボノレノフ）
- 八犬伝―東方八犬異聞― 第二期（阿仙）
- ぼくは王さま（王さま）
- まおゆう魔王勇者（中年商人）
- マギ The kingdom of magic（マタル・モガメット）
- ゆゆ式（ロンTの神様）
- ログ・ホライズン（2013年 - 2021年、茜屋＝一文字の介） - 3シリーズ

2014年
- 俺、ツインテールになります。（スパロウギルディ）
- 団地ともお（財津校長先生）
- ドラゴンコレクション（王）
- 七つの大罪（2014年 - 2018年、ゴルギウス） - 2シリーズ
- ブレイドアンドソウル（ホン・ドウゲン）
- 蟲師 特別篇「日蝕む翳」（薬屋）
- モモキュンソード（妖鬼）
- 47都道府犬R（埼玉犬）

2015年
- 牙狼 -紅蓮ノ月-（ゴルバ）
- GATE 自衛隊 彼の地にて、斯く戦えり（カトー）
- ジョジョの奇妙な冒険 スターダストクルセイダース（ウィルソン・フィリップス上院議員）
- どうしても干支にはいりたい（2015年 - 2020年、ヘビ） - 2シリーズ
- みりたり!（矢野宗一）
- 乱歩奇譚 Game of Laplace（ナカムラ）

2016年
- 亜人（教師）
- おじさんとマシュマロ（課長）
- 機動戦士ガンダムUC RE:0096（ギルボア・サント）
- この素晴らしい世界に祝福を!（博士）
- バトルスピリッツ ダブルドライブ（オホホ鉄球、セキコ仙人）
- マギ シンドバッドの冒険（マタル・モガメット）

2017年
- タイムボカン24（ピタゴラス）
- チェインクロニクル 〜ヘクセイタスの閃〜（セルバンテス）
- サクラクエスト（源爺 / 雅爺）
- 終末なにしてますか? 忙しいですか? 救ってもらっていいですか?（ゴドレイ・モグタマン）
- カイトアンサ（ナレーション）
- 十二大戦（必爺）
- デュエル・マスターズ（2017年 - 2018年、ガメッシュ）

2018年
- バジリスク 〜桜花忍法帖〜（七斗鯨飲）
- グラゼニ（宮原）
- ハイスコアガール（2018年 - 2019年、じいや） - 2シリーズ
- ブラッククローバー（2018年 - 2020年、ジフソ）
- レイトン ミステリー探偵社 〜カトリーのナゾトキファイル〜（2018年 - 2019年、ポルター）
- オーバーロードIII（パルパトラ・オグリオン）
- 宇宙戦艦ヤマト2202 愛の戦士たち（アナライザー、AI、ヤーブ・スケルジ）※2017年劇場先行公開
- 1日外出録ハンチョウ / 中間管理録トネガワ（大槻太郎、ざわ…ボイス〈009〉）
- メルクストーリア -無気力少年と瓶の中の少女-（ジャモ、モジャ）
- ガイコツ書店員 本田さん（フランス爺）
- RErideD-刻越えのデリダ-（クラウス・バーデン）

2019年
- ゲゲゲの鬼太郎（第6作）（2019年 - 2020年、火車、朱の盆）
- えんどろ〜!（老教師）
- 真夜中のオカルト公務員（クロ）
- キラキラハッピー★ ひらけ!ここたま（チョースケ）
- 炎炎ノ消防隊（2019年 - 2026年、蒼一郎・アーグ） - 2シリーズ
- ROMANCE DAWN（シュピール）

2020年
- 歌舞伎町シャーロック（雲隠サイゾー）
- 織田シナモン信長（千利休）
- LISTENERS リスナーズ（マッギィ）
- ハクション大魔王2020（ソレカラおじさん）
- BORUTO-ボルト- NARUTO NEXT GENERATIONS（2020年 - 2021年、ヴィクタ）
- 半妖の夜叉姫（2020年 - 2022年、邪見） - 2シリーズ
- 魔王城でおやすみ（もりのちょうろう）
- アクダマドライブ（サメくん）
- 犬と猫どっちも飼ってると毎日たのしい（タクシーの運転手、先代の犬）
- まえせつ!（店員のおじさん）

2021年
- バクテン!!（警備員）
- ドラゴン、家を買う。（レプラホーンA）
- 平穏世代の韋駄天達（オオバミ）
- 死神坊ちゃんと黒メイド（魔法の釜）
- 宇宙なんちゃら こてつくん（ケズル先生）
- メガトン級ムサシ（2021年 - 2023年、デミル・ガウラ） - 2シリーズ

2022年
- ニンジャラ（2022年 - 2024年、源雲斎、源柳斎）
- デジモンゴーストゲーム（メイクーモン）
- アキバ冥途戦争（ファイトクラブ常連客）
- ジョジョの奇妙な冒険 ストーンオーシャン（ドラゴンズ・ドリーム）

2023年
- 便利屋斎藤さん、異世界に行く（モーロック、マンティコア）
- マッシュル-MASHLE-（2023年 - 2024年、レグロ・バーンデッド） - 2シリーズ
- 地獄楽（木人）
- るろうに剣心 -明治剣客浪漫譚- (2023)（比留間喜兵衛）
- 逃走中 グレートミッション（オワリ成親）
- アンダーニンジャ（大野）

2024年
- 七つの大罪 黙示録の四騎士（ドルチョモンテ、ゴルギウス）
- ぶっちぎり?!（大登見勘知）
- 勇気爆発バーンブレイバーン（ボブ・グレイブ）
- 葬送のフリーレン（武のおじいさん）
- 薬屋のひとりごと（2024年 - 2025年、子昌） - 2シリーズ
- 転生貴族、鑑定スキルで成り上がる（アルベール・ガルニエ）
- 怪獣8号（2024年 - 2025年、瀬羽須） - 2シリーズ
- うる星やつら (2022)（ウパ）
- 魔王軍最強の魔術師は人間だった（ロンベルク）
- 狼と香辛料 MERCHANT MEETS THE WISE WOLF（リーンドット）
- らんま1/2 (2024)（早乙女玄馬）
- 最凶の支援職【話術士】である俺は世界最強クランを従える（村長）

2025年
- アサティール2 未来の昔ばなし（サールー）
- 凍牌〜裏レート麻雀闘牌録〜（大辻）
- アポカリプスホテル（ブンブク）
- 追放者食堂へようこそ!（作者、スティーブンス）

### 劇場アニメ
1990年
- ヘヴィ

1991年
- 老人Z（記者A）
- とべ!くじらのピーク

1994年
- 餓狼伝説 -THE MOTION PICTURE-（ホア・ジャイ）

1996年
- ハーメルンのバイオリン弾き（冥法軍兵士）

1998年
- スプリガン（副官）
- エンジェルがとんだ日

2001年
- 犬夜叉 時代を越える想い（邪見）

2002年
- ぼのぼの クモモの木のこと（クズリのお父さん）

2003年
- 犬夜叉 天下覇道の剣（邪見）

2004年
- 犬夜叉 紅蓮の蓬莱島（邪見）

2006年
- 映画 ふたりはプリキュア Splash Star チクタク危機一髪!（時計店の店主）

2007年
- ストレンヂア 無皇刃譚（吾平）

2008年
- HELLS ANGELS（神サマ、69）

2009年
- 劇場版ペンギンの問題 幸せの青い鳥でごペンなさい（井上マイケル）
- 交響詩篇エウレカセブン ポケットが虹でいっぱい（ウォズ）
- ONE PIECE FILM STRONG WORLD（ブルック）

2010年
- 昆虫物語 みつばちハッチ〜勇気のメロディ〜（ミンミン、じい）
- REDLINE（イヌキ組長）
- チェブラーシカ

2011年
- スクライド オルタレイション TAO（ビフ、桐生忠範）
- ONE PIECE 3D 麦わらチェイス（ブルック）

2012年
- クレヨンしんちゃん 嵐を呼ぶ!オラと宇宙のプリンセス（銀の介）
- ジュエルペット スウィーツダンスプリンセス（国王）
- スクライド オルタレイション QUAN（ビフ）
- BUTA（スルーメ）
- 名探偵コナン 11人目のストライカー（野本博昭）
- ももへの手紙（マメ）
- ONE PIECE FILM Z（ブルック）

2013年
- 劇場版 花咲くいろは HOME SWEET HOME（助川電六）

2014年
- 宇宙兄弟#0（南波家の父）
- 宇宙戦艦ヤマト2199 星巡る方舟（AU-09）

2015年
- 映画 Go!プリンセスプリキュア Go!Go!!豪華3本立て!!! パンプキン王国のたからもの（王様）
- チェブラーシカ 動物園へ行く（シャパクリャク）
- ハーモニー（冴紀ケイタ）

2016年
- ONE PIECE FILM GOLD（ブルック）

2017年
- 夜明け告げるルーのうた（社長）

2018年
- ニンジャバットマン（ペンギン）
- 劇場版 夏目友人帳（2018年 - 2021年、ちょびひげ） - 2作品

2019年
- 劇場版 幼女戦記（ロリヤ）
- ONE PIECE STAMPEDE（ブルック）
- 映画 この素晴らしい世界に祝福を!紅伝説（博士）

2021年
- 宇宙戦艦ヤマト2205 新たなる旅立ち（アナライザーズ、藪助治）
- EUREKA/交響詩篇エウレカセブン ハイエボリューション（ウォズ）

2022年
- 劇場版 異世界かるてっと 〜あなざーわーるど〜（博士）
- ONE PIECE FILM RED（ブルック）

2023年
- SAND LAND（シーフ）

2024年
- 映画ドラえもん のび太の地球交響楽（タキレン）
- 範馬刃牙VSケンガンアシュラ（山下一夫）

### OVA
1989年
- 寒月一凍悪霊斬り（駕籠かきA）

1990年
- 風魔の小次郎-聖剣戦争篇-（華悪崇B）

1991年
- いしいひさいちの大政界（他界党員）
- インフェリウス惑星戦史外伝 CONDITION GREEN（兵士B）
- 柔道部物語（岩瀬）
- 魔獣戦士ルナ・ヴァルガー（町人）

1992年
- 究極のSEXアドベンチャー カーマスートラ（ブラフマー）
- シークエンス（医者）
- 電影少女 -VIDEO GIRL AI-（巡査 / カップルの男）

1994年
- I・R・I・A ZEIRAM THE ANIMATION（警備A、討伐員）
- ガルルーどうぶつえん（ナレーション）
- Compiler（評議員B）
- すすめ!プクプクごう（ウルフ）
- 覇王大系リューナイト アデュー・レジェンド（町長）

1995年
- スライム冒険記（エリミネーター）

1996年
- 銀河英雄伝説（医師、帝国軍兵士、地球教徒）
- 紺碧の艦隊（参謀B、ベル少佐）
- 時空冒険 ぬうまもんじゃ〜（老人モンスター）
- BURN-UP W（犯人A）
- 覇王大系リューナイト アデュー・レジェンド・ファイナル（UME-3号）
- 宝魔ハンターライム（院長）
- ぞくぞく村のオバケたち（とうめい人間サムガリー、クモスケ）

1997年
- 旭日の艦隊（ルドルフ・シュトール）
- またまたセイバーマリオネットJ（白髪源内）

1998年
- 世紀末リーダー外伝たけし!（たけし）
- 刻の大地 〜花の王国の魔女〜（泉の魔物）

1999年
- 旭日の艦隊（英幕僚A）

2001年
- 新世紀 淫魔聖伝（ボンノ）

2003年
- アニメーション制作進行くろみちゃん（葉山暢気）

2006年
- 鬼公子炎魔（シャポ爺）

2007年
- 苺ましまろOVA（おじいさん）
- やわらか三国志 突き刺せ!! 呂布子ちゃん（校長先生）

2008年
- It's a Rumic World 犬夜叉〜黒い鉄砕牙（邪見）
- ONE PIECE ロマンス ドーン ストーリー（ブルック）

2009年
- 苺ましまろ encore（おじいさん）

2010年
- 機動戦士ガンダムUC（ギルボア・サント）
- ONE PIECE FILM STRONG WORLD EPISODE:0（ブルック）

2011年
- アスタロッテのおもちゃ! EX（オラフ・フリズマール）

2015年
- ワンパンマン（呉服屋）※コミックス第10巻アニメDVD同梱版

2019年
- ハイスコアガール（じいや）

2020年
- ドロヘドロ（ギョーザ男）

### Webアニメ
2016年
- メガトン級ムサシ パイロットフィルム（デミル）

2017年
- クレヨンしんちゃん外伝 家族連れ狼（銀の介）

2018年
- 異世界居酒屋〜古都アイテーリアの居酒屋のぶ〜（エトヴィン）
- モンスターストライク（コクマー）

2019年
- ケンガンアシュラ（2019年 - 2023年、山下一夫） - 3シリーズ 
- ニンジャボックス（タテゾウ(長老)、ナレーター）

2020年
- スーパードラゴンボールヒーローズ プロモーションアニメ（2020年 - 2021年、トキトキ、ドギドギ）
- ニンジャラ シノビの血（源柳斎）
- ニンジャラ シノビの里（源柳斎）

2021年
- 幼女社長（コンポタおじさん）

2022年
- テルマエ・ロマエ ノヴァエ（おじいちゃん）
- TIGER & BUNNY 2（ティモ・マッシーニ）

2024年
- SAND LAND: THE SERIES（シーフ）

2025年
- 恋するワンピース（ブルック〈人体模型〉、靴）

### ゲーム
1994年
- 宝魔ハンターライム（院長、マスター、ナレーション、デパート客）

1995年
- 銀河お嬢様伝説ユナ 2 永遠のプリンセス（戦闘員B）
- フィロソマ（コックス）

1996年
- 月花霧幻譚〜TORICO〜（モース）

1997年
- VIRUS（亀仙人）
- おどおどおっでぃ（ホヨホヨ）
- 忍ペンまん丸（じいやさん）
- バルクスラッシュ（王様）

1998年
- U.P.P.（臥門）

1999年
- トランスフォーマー ビーストウォーズメタルス 激突!ガンガンバトル（タランス）
- トランスフォーマー ビーストウォーズメタルス64（タランス）
- ぷよぷよDA! -featuring ELLENA System-（ミノタウロス、すけとうだら）
- ぷよぷよ〜ん（ミノタウロス、すけとうだら）

2000年
- ポポロクロイス物語II（ナグロ、ワルツ国王、村長、貧乏の神）

2001年
- 犬夜叉（邪見）
- シェンムーII（張書勤）
- レガイア デュエルサーガ（ドプリン法王）

2002年
- 犬夜叉〜戦国お伽合戦〜（邪見）
- サーヴィランス 監視者（エドワード・バンフィールド）
- どこまでも青く…（戒田宗介）

2003年
- コロッケ!2 闇のバンクとバン女王（タロ）
- コロッケ!3 グラニュー王国の謎（タロ）

2004年
- 犬夜叉 〜呪詛の仮面〜（邪見）
- コロッケ!Great 時空の冒険者（タロ）
- トゥルー・クライム（ウー）
- 我が竜を見よ（ハリー）

2005年
- コロッケ!DS 天空の勇者たち（タロ）
- Twelve〜戦国封神伝〜（カシン）

2006年
- クレヨンしんちゃん 伝説を呼ぶ オマケの都ショックガーン!
- 聖剣伝説4（ワッツ）
- デジモンセイバーズ アナザーミッション（湯島浩）

2007年
- デストロイ オール ヒューマンズ!（トンデモさん）
- Panic Palette（松本義之輔）
- マナケミア 〜学園の錬金術士たち〜（ムーペ・オクタヴィア・ヴォンドラチェク8世）
- みんなのGOLF 5（クラーク）
- ロックマンゼクス アドベント（マスター・ミハイル）
- ONE PIECE ギアスピリット（ブルック）

2008年
- ソニック ワールドアドベンチャー（ピックル教授）
- D.C.II P.S. 〜ダ・カーポII〜 プラスシチュエーション（朝倉純一）
- テイルズ オブ ヴェスペリア（ハンクス）
- 天誅4（多頭物成）
- Panic Palette Portable（松本義之輔）
- バンジョーとカズーイの大冒険 ガレージ大作戦（ナレーション）
- ペンギンの問題 最強ペンギン伝説!（井上マイケル）
- ONE PIECE アンリミテッドクルーズ エピソード1 波に揺れる秘宝（ブルック）
- ONE PIECE ワンピーベリーマッチ（ブルック）

2009年
- GALAXY ANGEL II 永劫回帰の刻（ケルビン・グレープ）
- ペンギンの問題X 天空の7戦士（とうせいのベッカム）
- ラチェット&クランク FUTURE2（ポリックス、バラード）
- ONE PIECE アンリミテッドクルーズ エピソード2 目覚める勇者（ブルック）

2010年
- クレヨンしんちゃん おバカ大忍伝 すすめ!カスカベ忍者隊!
- クレヨンしんちゃん ショックガ〜ン!伝説を呼ぶオマケ大ケツ戦!!（ぎんのすけ）
- クロヒョウ 龍が如く新章（悠木万寿美）
- みんなのテニス ポータブル（ファン）
- 龍が如く4 伝説を継ぐもの
- ONE PIECE ギガントバトル!（ブルック）

2011年
- トイ・ウォーズ（レボルトA）
- 日常（宇宙人）（校長先生）
- ONE PIECE ギガントバトル! 2 新世界（ブルック）

2012年
- SDガンダム GGENERATION（2012年 - 2016年、ギルボア・サント、ミノル・スズキ、ギーラ・ゾイ） - 2作品
- 第2次スーパーロボット大戦OG（ゼブリーズ・フルシュワ）
- ボーダーランズ2（Dr.ナカヤマ）
- ワンピース 海賊無双（2012年 - 2020年、ブルック） - 4作品
- ワンピース ROMANCE DAWN 冒険の夜明け（ブルック、リューマ）

2013年
- 真・女神転生IV（スティーヴン）
- スーパーロボット大戦OG ダークプリズン（ゼブリーズ・フルシュワ）
- Dragon's Dogma Dark Arisen（フェスタ）
- ONE PIECE アンリミテッドワールド レッド（ブルック）

2014年
- 第3次スーパーロボット大戦Z 時獄篇（ギルボア・サント）
- ボーダーランズ プリシークエル（Dr.ナカヤマ）
- ONE PIECE 超グランドバトル! X（ブルック）
- ONE PIECE ワンピースキングス（ブルック）

2015年
- 七つの大罪 真実の冤罪（フクロウ）
- ONE PIECE トレジャークルーズ（ブルック）

2016年
- 真・女神転生IV FINAL（スティーヴン / マツダ博士）
- ファンタシースターオンライン2（アラトロン・トルストイ）

2017年
- 真・女神転生 DEEP STRANGE JOURNEY（三賢人）
- スーパーロボット大戦V（アナライザー、ゲルフ・ガンツ）

2018年
- 聖剣伝説2 SECRET of MANA（ジャッハ）

2019年
- ドラガリアロスト（ロンロン）
- グランブルーファンタジー（2019年 - 2024年、エスタリオラ、ブルック）
- ドラゴンクエストライバルズ（ブライ）
- ケンガン Ultimate Battle（山下一夫）
- ポケモンマスターズ（ヤナギ）

2020年
- ロストアーク（シャンディー）
- モンスターストライク（2020年 - 2022年、コクマー、ブルック）

2021年
- メガトン級ムサシ（デミル・ガウラ）

2022年
- 刀剣乱舞無双（松永久秀）
- 機動戦士ガンダム アーセナルベース（ギルボア・サント）
- ライブアライブ（藤兵衛、ユラウクス）
- ジョジョの奇妙な冒険 オールスターバトルR（ウィルソン・フィリップス）
- パズル&ドラゴンズ（ブルック）

2023年
- ONE PIECE ODYSSEY（ブルック）
- バイオハザード RE:4（ラモン・サラザール）
- ドラゴンクエストモンスターズ3 魔族の王子とエルフの旅（ブライ）

2024年
- クレヨンしんちゃん 「炭の町のシロ」（銀の助）
- SAND LAND（シーフ）
- BLUE PROTOCOL（カヴァ・アク）
- 燃えよ!乙女道士 〜華遊恋語〜（リーホン）
- カイジ外伝：激熱の街（大槻）

### ドラマCD
- Yes!プリキュア5 ココ&ナッツ〜先生と店長〜（おでん屋の親父さん）
- イズミ幻戦記 鳴動編 カセットブック（男）
- 犬夜叉 シリーズ（邪見）
  - ドラマアルバム2「犬夜叉 嵐と祭りの宝来島!」
  - ドラマアルバムスペシャル 「犬夜叉 紅と白の歌合戦!」 犬夜叉版・殺生丸版
  - 犬夜叉第559話 あさって（ワイド版全巻予約特典）
- ウエルベールの物語 ドラマCD（ジラノ・ド・ボルジュラック）
- GファンタジーコミックCDコレクション ファイアーエムブレム暗黒竜と光の剣（双子の魔道士シオン）
- シューピアリア（翁めぐみ）
- サンタクロースの宅配便
- チェブラーシカ（シャパクリャク[157]）
- 夏目友人帳 ドラマCD（ちょび）
- 覇王大系リューナイト CDシネマ「ティア・ダナーンの闘い」第1章、第2章、最終章（村長、旅の僧）
- 覇王大系リューナイト CDシネマ1「カイオリスへの旅立ち」第1章、第4章（バイカ）
- バッカーノ!フィーロ・プロシェンツォ、ピエトロ・ゴンザレスの五十三回目の死を目撃す（ドミニコ・フェンデス）
- ひぐらしのなく頃に「暇潰し編」（サトさん）
- ひだまりスケッチ×365 ドラマCD（校長先生）
- ファイアーエムブレム 暗黒竜と光の剣（シオン）
- ファンタシースターオンライン2 ミニドラマCD（アラトロン・トルストイ）
- まおゆう魔王勇者（中年商人）
- 魔神英雄伝ワタル外伝 CDシネマ3 ピュアピュアヒミコ 第三巻 - 第四巻（銀行強盗A / 新小岩二郎）
- 魔乳秘剣帖 ドラマCD（三重鳩宗）
- 無限のフロンティアEXCEED スーパーロボット大戦OGサーガ 予約特典ドラマCD（キサブロー・アズマ）
- よんでますよ、アザゼルさん。 声くじドラマCD（飢腹色之）
- 四百二十連敗ガール（岡庄太郎[158]）※原作第2巻特装版に同梱
- YRAラジオヤマト ドラマCD Vol.1 - 2（AU09〈アナライザー〉）

### 吹き替え

#### 担当俳優
アンディ・サーキス ※サーキス公認声優
- 猿の惑星: 創世記（シーザー）
- タンタンの冒険/ユニコーン号の秘密（ハドック船長）
- ホビット 思いがけない冒険（ゴラム
- ロード・オブ・ザ・リング/二つの塔（ゴラム）
- ロード・オブ・ザ・リング/王の帰還（ゴラム / スメアゴル）

#### 映画
- 愛の地獄（デュアメル）
- アイランド（ジョーンズ・3・エコー〈イーサン・フィリップス〉）
- 青いドレスの女（ジョッピー）
- 悪魔の棲む部屋（シドニー・ミスキウィッツ）
- アダム・サンドラーはビリー・マジソン/一日一善（ブライアン・マジソン〈ダーレン・マクギャヴィン〉）
- アダムス・ファミリー2（ジョエルの父〈バリー・ソネンフェルド〉）※日本テレビ版
- あなたに逢いたい（チャーリーの父〈ピーター・リーガート〉）
- あなたに降る夢（タクシー運転手）
- アメリカン・スプレンダー（トビー・ラドロフ〈ジュダ・フリードランダー〉）
- アラビアのロレンス（ガシム）※テレビ東京版
- アルビノ・アリゲーター（ボビー）
- アルマゲドン（ケルソー少将）※フジテレビ版
- 怒りの河（メロー船長）※ソフト版
- E.T.（理科の先生）※DVD版
- イン&アウト（フランク・ブラケット〈ウィルフォード・ブリムリー〉）
- ヴァンパイア・イン・ブルックリン（バーテンダー）※VHS版
- ウィズアウト・ユー（アンディ〈ポール・ギルフォイル〉）
- ウェインズ・ワールド2（リップ・テイラー、グレン〈エド・オニール〉）
- 運命の女（ディーン刑事〈ジェリコ・イヴァネク〉）※テレビ朝日版
- エアフォース・ワン（コールドウェル少佐〈ウィリアム・H・メイシー〉）※ソフト版、（アンドレ〈エリヤ・バスキン〉）※日本テレビ版
- エイリアン・ネイション/第3生命体（テリー・ファーマ）
- エディ&マーティンの逃走人生（ホッピン・ボブ）
- 黄金作戦 追いつ追われつ（チコ）
- 奥さまは魔女（アーサー伯父さん〈スティーヴ・カレル〉）
- オクトパス（キャスパー〈ラヴィル・イシヤノフ〉）※テレビ朝日版
- 俺は飛ばし屋/プロゴルファー・ギル（ボブ・バーカー）
- ガイバー/ダークヒーロー（クレーン）
- 鏡の国のアリス（蚊〈スティーヴ・クーガン〉）※NHK-BS2版
- カジノ・ヒート（オーガスタス〈デヴィッド・アラン・グリア〉）
- 仮面の男（アンドレ）
- カリフォルニア（マスグレイヴ氏）
- 監視（マーティ）
- 危険な天使たち
- 危険な動物たち（メイスフィールド警部）
- 気まぐれな狂気（シシル）
- 君さえいれば/金枝玉葉（アンティ〈エリック・ツァン〉）
- キャンプ・ロック
- 九龍帝王（ピーターパン）※VHS版
- 9月になれば（モーリス・クラヴェル）※ソフト版
- クッキー・フォーチュン（エディ・ピッツ）
- グッド・ウィル・ハンティング/旅立ち（トム）
- グッド・ガール（ジャック・フィールド〈ジョン・キャロル・リンチ〉）
- グッドナイト・ムーン
- グッドモーニング, ベトナム（エイバーソルド〈リチャード・エドソン〉）※フジテレビ版
- グッバイ・ジョー（ジェリー）
- グラスハープ/草の竪琴（エイモス・レグランド〈ロディ・マクドウォール〉）
- グランドコントロール 乱気流（ランディ〈チャールズ・フライシャー〉）※旧ソフト版
- クリス・ファーレイはトミーボーイ（ロン・ギルモア）
- クルーレス（ホール先生〈ウォーレス・ショーン〉）
- 狂っちゃいないぜ（パット・フィーニー）
- グレッグのダメ日記（ウィンスキー先生）
- グレン・ミラー物語（ベン・ポラック）※テレビ東京版
- ケンタッキー・フライド・ムービー（ジョン・フィッツシモンズ、CIAのスパイ、チン・コーエル〈ジョージ・チェン〉、テイラー弁護人）※ソフト版
- ゴースト&ダークネス（アンガス・スターリング）
- ゴーストバスターズ2（ウィンストン・ゼドモア〈アーニー・ハドソン〉）※テレビ朝日版
- GODZILLA（ジョー、レポーター、マリー、ブラウン、少尉）※ソフト版
- 誤診（ボブ・パデュー）
- コットンクラブ（フレンチー・デマンジ〈フレッド・グウィン〉）※ソフト版
- コップランド（カーソン〈マリク・ヨバ〉）※ソフト版
- この胸のときめき（チャーリー・ジョンソン〈デヴィッド・アラン・グリア〉）
- コン・エクスプレス（バーンズ）
- サイコ（アル・チェンバース保安官〈フィリップ・ベイカー・ホール〉）
- 最高のルームメイト（スタッシュ）
- サウンド・オブ・サイレンス（シドニー・サイモン〈ヴィクター・アルゴ〉）※テレビ朝日版
- サウンド・オブ・ミュージック（マックス・デトワイラー〈リチャード・ヘイデン〉）※テレビ東京版
- ザ・クライアント 依頼人（スリック・モーラー〈ダン・カステラネタ〉、ギル・ビール）※ソフト版
- ザ・ターゲット（トインビー司法長官〈スタンリー・アンダーソン〉）
- ザ・ネスト（ジェイク）
- ザ・ファントム（ファーリー警視総監）※ソフト版
- ザ・メキシカン（ベック〈デヴィッド・クラムホルツ〉）※ソフト版
- サンタモニカ・ダンディ（ディクソン〈ティム・リード〉）
- ジェシカおばさんの事件簿/ふたつの墓の謎（モーガン・スペンサー、マーチ判事）
- 地獄のデビル・トラック（ダンカン）
- シャレード（ハミルトン・バーソロミュー〈ウォルター・マッソー〉）※ソフト版
- ジャングル・ジョージ（クワメ〈リチャード・ラウンドトゥリー〉）
- シンプル・プラン（ドワイト・ステファンソン）
- 新ポリス・ストーリー（ポルトガル）※ソフト版
- スクービー・ドゥー（スクービー・ドゥー）
- スクービー・ドゥー2 モンスターパニック（スクービー・ドゥー）
- スター・ウォーズ エピソード5/帝国の逆襲（ウェス・ジャンセン〈イアン・リストン〉）※テレビ朝日版
- スタンド・バイ・ミー（マイロ・プレスマン〈ウィリアム・ブロンダー〉）※VHS・DVD版
- スティーブン・キング/アーバン・ハーベスト2（ドナルド・アトキンス）
- スノーホワイト（ロルフ）
- スパイダーウィックの謎（シンブルタック〈マーティン・ショート〉）
- SPUN スパン（刑事〈アレクシス・アークエット〉）
- スピード（オーティズ）※テレビ朝日版
- スピード2（アシュトン）※ソフト版
- スペース・ジャム（エルマー・ファッド）
- スペース・プレイヤーズ（エルマー・ファッド[161]）
- スモーク（トミー〈ジャンカルロ・エスポジート〉）
- S.W.A.T.（マーティン・ギャスキン〈ケン・デイヴィシャン〉、SWATトラックドライバー〈スティーヴ・フォレスト〉）※ソフト版
- 聖なる嘘つき（ファンゴールド〈マーク・マーゴリス〉）
- 戦争のはらわたII（ロジャース大佐〈ロバート・ミッチャム〉[162]）
- 第一容疑者2（フランク）
- ダイ・ハード3（FBIチーフ）※テレビ朝日版
- 大爆破（ロト警部）
- 大富豪、大貧民（サミュエル・ヨーダー〈ジェイ・O・サンダース〉）
- TAXi②（長官の通訳）※フジテレビ版
- 007/消されたライセンス（倉庫の警備員2）※VHS版
- ダブル・ジョパディー（ボビー・ロング）※ソフト版
- チェーン・リアクション（ケン・リム）※ソフト版
- デイライト（ジョージ・タイレル〈スタン・ショウ〉）※テレビ朝日版
- デンジャラス・ビューティー2（ロベルト・フェニーチェ）※日本テレビ版
- ドクター・ドリトル（オスカル、鳥）※日本テレビ版
- ドクター・ドリトル2（クマのアーチー）※テレビ東京版
- ドラゴンハート ※ソフト版
- トラブルボックス/恋とスパイと大作戦（オスカー〈オースティン・ペンドルトン〉）
- トランスフォーマーシリーズ
  - トランスフォーマー（シモンズ捜査官〈ジョン・タトゥーロ〉[163]）
  - トランスフォーマー/リベンジ（シモンズ捜査官〈ジョン・タトゥーロ〉）
  - トランスフォーマー/ダークサイド・ムーン（シモンズ捜査官〈ジョン・タトゥーロ〉）
  - トランスフォーマー/最後の騎士王（シモンズ捜査官〈ジョン・タトゥーロ〉）
  - トランスフォーマー/ビースト覚醒（ストラトスフィア[164]）
- トリガー・エフェクト（ガンショップ店員〈リチャード・シフ〉）
- ナイルの宝石 ※テレビ朝日版
- ナルニア国物語/第2章: カスピアン王子の角笛（アナグマのトリュフハンター）
- ネイビー・シールズ（ラモス）※テレビ朝日版
- ネバー・セイ・ダイ/地獄のデルタ・フォース（ハットフィールド将軍）
- ネメシス（アインスタイン〈ジャッキー・アール・ヘイリー〉）
- ハート・オブ・ジャスティス（ブース〈ウィリアム・H・メイシー〉）
- パーフェクト・ワールド（ピート保安官）※ソフト版
- バイオニック・ジェミー 蘇った地上最強の美女（デューク・レネッカー）
- ハウスゲスト/あんただ〜れ?（ラリー〈スタン・ショウ〉）
- 裸の銃を持つ男 33 1/3 最後の侮辱（ジェームズ・アール・ジョーンズ、囚人）※テレビ朝日版
- バッド・ガールズ（ネッド）※ソフト版
- バニラ・スカイ（トーマス・ティップ〈ティモシー・スポール〉）
- ハリーとヘンダスン一家 ※TBS版
- ヒート（リチャード・トレナ）※テレビ朝日版
- ビー・バッド・ボーイズ（アイヴォリー）
- ビッグママ・ハウス（ノーラン〈アンソニー・アンダーソン〉）
- ヒッチャー95（ジャージン・ブラウナー〈ティモシー・ボトムズ〉）
- ヒットマン（ルー〈エリック・ツァン〉）
- ヒルズ・ハブ・アイズ（ガソリンスタンドの従業員〈トム・バウアー〉）
- ファイティング×ガール（フィリックス・レイノルズ〈チャールズ・S・ダットン〉）
- フィーリング・ミネソタ（聖書のセールスマン〈リヴォン・ヘルム〉）
- フィスト・オブ・レジェンド 怒りの鉄拳（チェン）
- フェイス/オフ（ヴィクター・ラザロ）※テレビ朝日新録版
- フォーリング・ダウン（サンチェス刑事）※ソフト版、（フランク）※テレビ朝日版
- フォールガイ（ドゥーン[165]）
- ブギーナイツ（スコティJr.〈フィリップ・シーモア・ホフマン〉）
- 不思議の国のアリス（大工〈ピート・ポスルスウェイト〉、イモムシ少佐〈ベン・キングズレー〉、グリフォン）
- 不法執刀（フリック〈ジョン・ホークス〉）
- フューネラル（ヴィクター、マイケル・スタイン〈デヴィッド・パトリック・ケリー〉、ビリー）
- フランケンシュタインの館（ダニエル）
- ブル・ドッグ 人質救出作戦（マレック・ジェンシティキエヴィッチ）
- プレデター2（麻薬犯）※テレビ朝日版
- ベスト・フレンズ・ウェディング（ベルマン〈ポール・ジアマッティ〉）※ソフト版
- ペネロピ（レモン〈ピーター・ディンクレイジ〉）
- ヘンリー・フール（サイモン・グリム）
- ボーデロ・オブ・ブラッド/血まみれの売春宿（マカッチョン）
- ホーム・アローン3（警官〈ニール・フリン〉）※フジテレビ版
- ホーリー・ウェディング（リンク〈ジェフリー・ノードリング〉）
- ホット・ネイビー/カリブ海イケイケ大作戦（チャールズ・パーカー少尉〈デヴィッド・アラン・グリア〉）
- BODY/ボディ（チャールズ・ビッグス〈スタン・ショウ〉）※テレビ朝日版
- ボルケーノ（アナウンサー）※テレビ朝日版
- ホログラムマン（マニー・オドネル〈ウィリアム・サンダーソン〉）
- マイケル・ジャクソン IN ネバーランディングストーリー（ノア）
- マスター・アンド・コマンダー（ホッグ）
- 未確認生命体 MAX（ペリー〈フレドリック・レーン〉）
- ミシシッピー・バーニング ※テレビ朝日版
- Mr.ゴールデン・ボール/ 史上最低の盗作ウォーズ（ロニー・ドナホ〈エクトル・ヒメネス〉）
- Mr.ディーズ（プレストン・ブレイク）
- Mr.ヘルプマン（カール、デイミット、判事〈リチャード・リール〉）
- Mr.マグー（ガス・アンダース捜査官〈アーニー・ハドソン〉）
- ミステリー、アラスカ（フィル・エスポジト）
- ミッション・トゥ・マーズ
- ミュータント・ニンジャ・タートルズ2 ※劇場公開版
- ミラクル・マスクマン（校長〈マンフレッド・ウォン〉）
- みんなのうた（ウォーリー・フェントン〈ラリー・ミラー〉）
- ムーラン
- メンフィス・ベル（ジャック〈ニール・ジントリ〉）※VHS版
- 誘拐騒動/ニャンタッチャブル（捜査官〈ネッド・ベラミー〉）※VHS版
- 勇気あるもの（パーキンス軍曹）
- 夕べの星（ジェームズ）
- 48時間PART2/帰って来たふたり ※日本テレビ版
- ラスト・ウィンド/少年達は砂漠を越えた（ポール・パーカー〈ロバート・ジョン・バーク〉）
- リーサル・ウェポン2/炎の約束（レッカー車の運転手）※テレビ朝日版
- リコシェ（本配りのじいさん）※日本テレビ版
- 流血の絆（エリック・ルモニエ）
- 流血の絆/野望篇（フレディ・アンブロジ）
- ルーニー・テューンズ:バック・イン・アクション（エルマー・ファッド）
- ルームメイト（フロント係〈ケネス・トビー〉）※ソフト版
- ルール（用務員）
- ロードキラー（リッター保安官〈ジム・ビーヴァー〉）※テレビ東京版
- ローマの休日（タクシー運転手〈アルフレッド・リゾ〉[166]）※日本テレビ版2
- ロッキー&ブルウィンクル（ナレーター）
- ワイアット・アープ（ジョージ）※ソフト版
- ワイルド・ワイルド・ウエスト（ハドソン〈ロドニー・A・グラント〉）※ソフト版
- ワンス・アポン・ア・タイム・イン・チャイナ 天地撃攘（チョン・ポーツァイ）

#### ドラマ
- iCarly（バリー）
- アルゴノーツ 伝説の冒険者たち（アクトル）
- ER緊急救命室
  - シーズン4 #14（バーテン〈ヘンリー・ルブランク〉）
  - シーズン10 #17（ピンクナー）
  - シーズン13（ティミー・ローリンズ〈グレン・プラマー〉）
- ウルトラマンパワード（石油会社職員、気象予報士）
- うわさの刑事 テキーラとボネッティ（ヴィタ）
- L.A.ロー 七人の弁護士（トミー）
- 刑事コロンボ
  - ロンドンの傘（ダイバー検死官）※完全版追加収録部分
  - 別れのワイン（老掃除夫）※完全版追加収録部分
  - 権力の墓穴（バーテンダー）※完全版追加収録部分
- 刑事ナッシュ・ブリッジス（通行人）
- コールドケース6（ウォーレン・ウィルソン）
- CSI:科学捜査班－最終章－（ダルトン・ベットン〈ダグ・ハッチソン〉）
- シャーロック・ホームズの冒険 青い紅玉（ブラッドストリート警部）※追加収録部分
- ジョーイ シーズン2 #15（ジョーイ・トリビアーニ・シニア〈ロバート・コスタンゾ〉）
- スーパーナチュラル（日本人司会者）
- スタートレック:ヴォイジャー（ニーリックス〈イーサン・フィリップス〉）
- スタートレック:ディープ・スペース・ナイン シーズン4 #5（ラズカ・カーン〈ロイ・ブロックスミス〉）
- セサミストリート（ハンフリー、サイモン、カルロ、ジョーイ、ライトニング）※スペシャル版、（ウサギのベニー）※DVD版
- ダークエンジェル シーズン2（ディクス）※ソフト版
- 太王四神記（ヒョンゴ〈オ・クァンロク〉）
- 超音速ヒーロー ザ・フラッシュ（ウォレン・ガーフィールド警部補〈マイク・ジェノヴィーズ〉）※日本テレビ版
- 透明人間（シュン・リー〈マイケル・ポール・チャン〉）
- ドラゴン&ウォリアー（フィンガル、セドリック卿）
- バンド・オブ・ブラザース
- ふたりは最高!ダーマ&グレッグ
  - シーズン3 #10（ヴィト）
  - シーズン4 #16（マシュー）
- フルハウス（ドウェイン〈スコット・メンヴィル〉）
- フレンズ（ジョーイの父）
- マイ・スイート・メモリーズ（ヘナー）
- ヤングライダーズ シーズン1 #18（グレディ）

#### アニメ
- ターボ（アンジェロ）
- ANISAVA（ウィル[167]）
- イウォーク物語（アムウォック）※DVD版
- イソップ座へようこそ!（イソップ座長）
- ウォレスとグルミット 仕返しなんてコワくない!（ウォレス）
- ウッディー・ウッドペッカー（国家食料委員会の男 他）
- おくびょうなカーレッジくん（ドラゴン）
- オズ めざせ! エメラルドの国へ（道化師ジェスター[168]）
- おもちゃの国のノディ（ゴボー）
- ガミー・ベアの冒険[169]
- カウ&チキン（バブーン〈2代目〉、パイルス、ロングフォーン教授、ミルク魔、ガムのアザラシ、マイマイ君 他）
- きよしこの夜 バスターとチョーンシーの素敵なクリスマス（バスター）
- キング・オブ・ザ・ヒル（デール・グリブル）
- くまのパディントン（ダンディ 他）
- 子猫になった少年（フランク）
- サウスパーク/無修正映画版（ビッグ・ゲイ・アル 他）
- ザ・シンプソンズ（デューイ・ラーゴ先生〈2代目〉、校長、銀行員、オレンジ帽子の騎手、レニー・クラヴィッツ）
- ザ・バットマン（トイメーカー / コズモ・クランク）
- ジャッキー・チェン・アドベンチャー（ジュンバ、ラーソン）
- スーパーマン（マッドハッター / ジャービス・テッチ）
- スター・ウォーズ/クローン・ウォーズ（テー・ワット・カー）※テレビアニメシリーズ版
- スター・ウォーズ: ビジョンズ（センシュウ）
- スパイダーマン・アンリミテッド（グリーンゴブリン、ヘクトール・ジョーンズ）
- スポンジ・ボブ/スクエアパンツ ザ・ムービー（プランクトン）
- チェブラーシカ（シャバクリャク）※人形アニメ版
- チキン・リトル
- ティム・バートンのコープスブライド（マゴット）
- デクスターズラボ（ルビンスキー先生 他）
- トムとジェリーシリーズ
  - トムとジェリーキッズ（アントニオ）
  - トムとジェリーショー（やもり）
- トランスフォーマーシリーズ
  - 戦え!超ロボット生命体トランスフォーマー（ゴング[170]、ランブル[170]、船長[170]）※未放映分
  - ビーストウォーズ 超生命体トランスフォーマー（タランス[171]）
    - CG版ビーストウォーズ 激突!ビースト戦士

  - ビーストウォーズメタルス 超生命体トランスフォーマー（タランス、こばんざめたろう）
    - CG版ビーストウォーズメタルス
    - ビーストウォーズメタルス コンボイ大変身!

  - 超生命体トランスフォーマー ビーストウォーズリターンズ（ノーブル / サヴェッジ）
  - ビーストウォーズ 超生命体トランスフォーマー アゲイン（タランス）
  - トランスフォーマー アーススパーク（タランチュラス[172]）
  - トランスフォーマー アニメイテッド（ブリッツウイング[173]）
  - トランスフォーマー サイバーバース（スカイバイト）
- ネズミ三銃士（ノッポちゃん）
- バーバリアン・デイブ（チャックルズ）
- ハウス・オブ・マウス（プラクテヵル・ピッグ、レンジャー・ウッドロー、トード氏、プリンス・ジョン、ラティガン教授）
- パフィンの小さな島（ナレーター[174]）
- ファインディング・ドリー（ラダー〈ドミニク・ウェスト〉）
- ボス・ベイビー（ボス・ベイビー）※機内上映版（DVD&BD収録）
- ポパイ（ポパイ）※IVC版
- マジック・スクール・バス（ラディウス）
- マダガスカルシリーズ（メイソン）
  - マダガスカル
  - マダガスカル2
  - マダガスカル3[175]
- ミュータント タートルズ（アルブスト）
- モンスター・ホテル（フランケンシュタイン[176]）
  - モンスター・ホテル2（フランケンシュタイン）
  - モンスター・ホテル クルーズ船の恋は危険がいっぱい?!（フランケンシュタイン[177]）
- モンスターズ・インク（スミッティ、専門家）
- モンスターズ・ワーク（ニードルマン、スミッティ）
- ライオン・キングのティモンとプンバァ（エディ）
- リブート（セシル）※フジテレビ版
- リメンバー・ミー（事務官[178]、インタビュアー）
- ルーニー・テューンズシリーズ（エルマー・ファッド、バーンヤード・ドッグ）
  - ダック・ドジャース（ファッド）
  - ルーニー・テューンズ・ショー（エルマー・ファッド、バーンヤード・ドッグ）
  - シルベスター&トゥイーティー ミステリー（サム・ファッド）
  - 新 ルーニー・テューンズ（エルマー・ファッド）
  - ルーニー・テューンズ・カートゥーンズ（エルマー・ファッド）
- 羅小黒戦記 ぼくが選ぶ未来（キュウ爺[179]）
- ロビン・フッド（トリガー）※DVD追加収録版

### 特撮
2009年
- 侍戦隊シンケンジャー（骨のシタリの声）
- 侍戦隊シンケンジャー 銀幕版 天下分け目の戦（骨のシタリの声）
- 仮面ライダーディケイド（骨のシタリの声）

2010年
- 侍戦隊シンケンジャーVSゴーオンジャー 銀幕BANG!!（骨のシタリの声）
- 帰ってきた侍戦隊シンケンジャー 特別幕（友情出演）
- 大魔神カノン（トウベエの声）

2011年
- 天装戦隊ゴセイジャーVSシンケンジャー エピックon銀幕（骨のシタリの声）
- 海賊戦隊ゴーカイジャー（骨のシタリの声）

2013年
- 獣電戦隊キョウリュウジャー（デーボ・ヤナサンタの声）

2014年
- 帰ってきた獣電戦隊キョウリュウジャー 100 YEARS AFTER（フユダモンネの声）
- 烈車戦隊トッキュウジャー（ハンマーシャドーの声）

2015年
- 手裏剣戦隊ニンニンジャー（妖怪ウンガイキョウの声）

2016年
- 動物戦隊ジュウオウジャー（ナレーション、ケタス / 初代ジュウオウホエールの声、各種アイテム音声）
- 劇場版 動物戦隊ジュウオウジャー ドキドキサーカスパニック!（ナレーション）

2017年
- 帰ってきた動物戦隊ジュウオウジャー お命頂戴!地球王者決定戦（ナレーション）

### ラジオ
※はインターネット配信。
- YRAラジオヤマト（2012年、2014年 - 、音泉※）

### CM
- JDL IBEX net（モティ:声）
- アジト3（ナレーション）
- ふろ水ワンダー（ナレーション）
- ファミリーシネマスペシャル「ホーム・アローン2」（ナレーション）
- レゴ
  - 街シリーズ
  - お城シリーズ

### ナレーション
- きょうの料理大賞
- 2007年問題研究所
- アニマルプラネット特集番組「ブルー・プラネット」
- NHK日本賞 ふしぎいっぱいアリのくらし
- ナムコ・ナンジャタウン 福袋探偵大学内アトラクション一部
- NNN Newsリアルタイム リアル特集+（プラス）（2010年3月8日）
- 教科書が変わる!?日本人のルーツをさぐる旅
- ちば見聞録（2014年4月5日 - 2016年9月24日、千葉テレビ放送）
- にっぽん真発見
- シンドラ『武士スタント逢坂くん!』（2021年7月27日 - 9月28日、日本テレビ）
- 土曜スペシャル　ぺこぱのローカル鉄道寄り道旅（2021年12月4日 - 、テレビ東京）

### テレビ番組
※はインターネット配信。
- たんけんぼくのまち（1984年 - 1992年、NHK教育テレビ） - チョーさん
- このまちだいすき（NHK教育テレビ） - エースのチョー（1993年）、星チョー介（1998年）
- いないいないばあっ!（1996年 - 、NHK教育テレビ→NHK Eテレ） - ワンワン（着ぐるみの操演と声）
- ふしぎ研究所（1999年 - 2002年、NHK教育テレビ） - デー太
- びっくりか（2002年 - 2005年、NHK教育テレビ） - デー太
- 歴史みつけた（1993年 - 1994年、NHK教育テレビ）
- ユメディア号こども塾（NHK教育テレビ）
- 学校放送羅針盤（NHK教育テレビ）
- あつまれ!ワンワンわんだーらんど→ワンワンわんだーらんど（2010年 - 、NHK教育テレビ→NHK Eテレ） - ワンワン
- みうらじゅんのマイブームクッキングシーズン2 （2011年、フーディーズTV）
- ワンワンパッコロ!キャラともワールド（2012年 - 2021年、NHK BSプレミアム） - ワンワン、チョーさん
- コノマチ☆リサーチ（2017年 - 、NHK Eテレ） - 謎のおじさん
- Eテレ60 Eうた♪ココロの大冒険（2019年、NHK Eテレ） - チョーさん

### テレビドラマ
- 大河ドラマ
  - 独眼竜政宗（1987年、NHK）
  - 篤姫（2008年、NHK） - 小松家家臣

### 玩具
- 動物戦隊ジュウオウジャー 変身携帯 DXジュウオウチェンジャー（2016年2月13日）
- 動物戦隊ジュウオウジャー 動物銃剣 DXジュウオウバスター（2016年2月13日）
- 動物戦隊ジュウオウジャー 変身銃 DXホエールチェンジガン（2016年9月10日）
- 動物戦隊ジュウオウジャー 王者の資格 DXジュウオウチェンジャーファイナル（2016年11月12日）

### その他のコンテンツ
- （BBC DVD） LIFE IN THE UNDERGROWTH 昆虫の世界（デイビッド・アッテンボロー 役）
- （BBC DVD） LIFE IN THE BIRD 鳥の世界（デイビッド・アッテンボロー 役）
- （BBC DVD） LIFE IN THE PLANT 植物の世界（デイビッド・アッテンボロー 役）
- サンリオピューロランド内「夢のタイムマシン」上映「ONE PIECE 3D 激走!トラップコースター」（ブルック）
- 世界の衝撃映像グランプリ（吹き替え）
- NEWS ZERO ブッシュ大統領（ボイスオーバー）
- NHKスペシャル・大英博物館（ボイスオーバー）
- 山崎製パン 教育ビデオ アルバイト安全教育ABC（横浜第二工場にて出演）
- モーションコミック『まだ、生きてる…』（岡田憲三）
- グラディウスIII コナミ矩形波倶楽部 サウンドシアター：開発秘話「真夏の夜明けに正月を見た」（開発チームチーフ カラオケ爺さん）
- 東京ディズニーランド
  - モンスターズ・インク“ライド&ゴーシーク!”（スミティ）
  - ロジャーラビットのカートゥーンスピン（サイコ）
  - ディズニー・ロック・アラウンド・ザ・マウス（ビッグバッド・ウルフ）
- NHK for School スペシャルムービー「じぶん かくど かわる」（NHK）[184]

## 音楽
キャラクターソングを含む。
- 『犬夜叉』
  - 業 (「犬夜叉」キャラクターソングシングル ：殺生丸feat.邪見&りん（成田剣feat.長島雄一&能登麻美子）2005年8月3日）
- 『ひだまりスケッチ』
  - おとこのこパズル[注 10]（『ひだまりラジオ×365 〜いぇすっ! アスミス!!〜』収録 2008年6月） - ランティス
  - 青春も学舎も幾年月（『ひだまりラジオ×365 キャラクターソング Vol.6 校長先生』収録 2008年11月） - ランティス
  - 校長曲ロ短調「四季」（『ひだまりラジオ×365 キャラクターソング Vol.6 校長先生』収録 2008年11月） - ランティス
  - HIDAMARILAND GO LAND（2009年3月） - ランティス
  - 限界フリーズアウト（『ひだまりんぐsongs 〜ひだまりスケッチ×☆☆☆ キャラクターソング集〜』収録 2010年12月）
  - 学び舎（『ひだまループ×エブリデイ♪』収録 2013年11月）

- 『ONE PIECE』
  - ビンクスの酒：9人の麦わらの一味（『ONEPIECE ビンクスの酒』初収録 2009年3月)
  - 幸せの黒いハンカチ（『ONEPIECE ビンクスの酒』初収録 2009年3月)
  - A THOUSAND DREAMERS 〜9人の麦わら海賊団篇〜（『ONEPIECE ビンクスの酒』初収録 2009年3月)
  - ウィーアー 〜9人の麦わら海賊団篇〜（『ONEPIECE ブルックスペシャルCD ブルックと麦わらの一味の音楽会』初収録 2009年4月)
  - ビンクスの酒 〜ブルックver.〜（『ONEPIECE ブルックスペシャルCD ブルックと麦わらの一味の音楽会』初収録 2009年4月)
  - NEW WORLD（『NEW WORLD』初収録 2011年12月）
  - 骨 to be wild（『NEW WORLD』初収録 2011年12月）
  - Bone Holiday（『日本横断!47クルーズCD in長野』初収録 2015年1月）
  - 約束の岬（『日本横断!47クルーズCD in静岡』初収録 2015年1月）
  - フェスティバルの夜へ（『ONEPIECE キャラソンBEST“FESTIVAL”』初収録 2016年7月）
  - Family 〜9人の麦わらの一味編〜（『ONEPIECE キャラソンBEST“FESTIVAL”』初収録 2016年7月）
  - ねこまむしの旦那に会いに行こう[注 11]（『ONEPIECE キャラソンBEST“FESTIVAL”』初収録 2016年7月） - 作詞チョー子（チョーの妻）作曲チョー子・チョー
  - スリラーナイト・スリラーバーク（『ONEPIECE Island Song Collection スリラーバーク』初収録 2017年10月）
  - Family 〜10人の麦わらの一味編〜（『ONEPIECE オリジナルサウンドトラック“WANOKUNI”』収録 2022年3月）
  - Pump Up Power Up![注 12] (『Pump Up Power Up!』収録 2023年7月）

- 『荒川アンダーザブリッジ』
  - 行様☆Go!Summer!! 〜いや、行くのは金星だから〜 （荒川アンダー ザ ブリッジ×2 10 BRIDGE×2 オープニングテーマ 歌：高井 2010年12月）

- 『いないいないばあっ!』※作詞作曲した楽曲のみ掲載
  - パクパクおんど（『NHK いないいないばあっ!〜こんにちは!ったら ラッタンタン』初収録 2008年）
  - スーパーワンのうた（『NHK いないいないばあっ! ブンブン ブキューン!』収録 2010年）
  - パクパクフラダンス（『NHK いないいないばあっ! ブンブン ブキューン!』収録 2010年）
  - だっこしてギュッ！（『NHK DVD いないいないばあっ! パチパチパレードっ!』収録 2013年）
  - ワンワンのこもりうた（『NHK いないいないばあっ! かんぱーい!!』収録 2017年）
  - かぜさん ふわり（『NHK いないいないばあっ! ピョンピョンアニマルパーティー!』収録 2023年）

- その他
  - ゴミ収集車の唄 〜私の四畳半ライブ（福山潤『浪漫的世界31』収録 2009年11月） - 作詞作曲
  - たんけんぼくのまち 〜ありがとう〜（2009年12月） - 2番3番作詞、唄